# 格蕾琴·C·戴利
格蕾琴·C·戴利（英語：Gretchen C. Daily，1964年10月19日—）是一位美国环境科学家和热带生态学家，主要作品有《新生态经济：使环境保护有利可图的探索》（The New Economy of Nature: The Quest to Make Conservation Profitable，与凯瑟琳·埃利森合著）等。